# Wit-Russische Revolutionaire Hramada
De Wit-Russische Revolutionaire Hramada (Wit-Russisch: Беларуская Рэвалюцыйная Грамада/Biełaruskaja Revalucyjnaja Hramada) was een in 1902 door de broers Ivan en Anton Łuckievič gestichte Wit-Russische revolutionaire organisatie met als doelstelling het bereiken van een onafhankelijk Wit-Rusland. 
Reeds in 1903 hielden de (illegale) activiteiten van de BRH op en ging zij op in de Wit-Russische Socialistische Hramada.